# Ornolac-Ussat-les-Bains
Ornolac-Ussat-les-Bains – miejscowość i gmina we Francji, w regionie Oksytania, w departamencie Ariège.
Według danych na rok 2010 gminę zamieszkiwało 257 osób, a gęstość zaludnienia wynosiła 21 osób/km².